# Позбавлення
Позбавлення (анг. Privation) — відсутність або нестача найнеобхіднішого. 

## Дитяча психологія
У дитячій психології позбавлення має місце тоді, коли дитина не має можливості формувати стосунки з батьками, або коли такі стосунки спотворені через їхнє поводження. Позбавлення відрізняється від депривації тим, що друга виникає тоді, коли встановлені стосунки розриваються, а не навпаки. Зрозуміло, що позбавлення може спричинити соціальні, емоційні та інтелектуальні проблеми для дітей; однак, наскільки неминучими стають такі проблеми внаслідок позбавлення, і до якої міри їх можна змінити, залишається питанням, що викликає дискусії серед психологів.

## Філософія
У філософії позбавлення може означати відсутність необхідної якості у всесвіті.
Наприклад, в рамках своєї теодицеї Августин заперечував існування зла як власної сутності; скоріше, він описував зло як позбавлення, або те, що йде не так, як треба, добра, privatio boni. 
Єврейський філософ Маймонід стверджував, що позбавлення не обов'язково є чимось поганим: було б тривіальним вважати злом позбавлення волосся — облисіння. 